# Dubna (dopływ Wołgi)
Dubna (ros. Дубна́) – rzeka w północnej Rosji przeduralskiej (obwody włodzimierski i twerski), prawy dopływ Wołgi w zlewisku Morza Kaspijskiego. Długość – 167 km, powierzchnia zlewni – 5350 km². Żeglowna 15 km od ujścia.
Źródła koło miasta Aleksandrow po północnej stronie Grzędy Klińsko-Dmitrowskiej. Płynie na północny zachód przez Nizinę Środkoworosyjską i uchodzi do Wołgi 8 km poniżej sztucznego Zbiornika Iwańkowskiego, na wschód od miasta Dubna.